# Cumbre Valtierra
Cumbre Valtierra är en ort i Mexiko.   Den ligger i kommunen Chapultenango och delstaten Chiapas, i den sydöstra delen av landet, 700 km öster om huvudstaden Mexico City. Cumbre Valtierra ligger 1 308 meter över havet och antalet invånare är 134.
Terrängen runt Cumbre Valtierra är varierad, och sluttar norrut. Runt Cumbre Valtierra är det ganska tätbefolkat, med 90 invånare per kvadratkilometer. Närmaste större samhälle är Tapilula, 9,1 km öster om Cumbre Valtierra. I omgivningarna runt Cumbre Valtierra växer i huvudsak städsegrön lövskog.